# Rudolf av Rheinfelden
Rudolf av Rheinfelden (även: Rudolf av Schwaben), född omkring 1025, död 16 oktober 1080 nära Hohenmölsen, var hertig av Schwaben samt greve av Rheinfelden och valdes senare som motkung i Tysk-romerska riket.
Rudolf var son till greve Kuno av Rheinfelden, fick 1057 hertigdömet Schwaben av kung Henrik IV:s förmyndare, änkekejsarinnan Agnes. Hon anförtrodde honom också förvaltningen av Burgund och förmälde honom med sin dotter Matilda (död 1060). På Henrik IV:s sida deltog Rudolf i kriget mot sachsarna, men efter kungens bannlysning (1076) slöt han sig till de missnöjde furstarna och var med på mötet i Tribur (idag: Trebur) i oktober samma år. Han blev 15 mars 1077 av ett furstemöte i Forchheim vald till kung. 26 mars samma år kröntes han i Mainz. Sin upphöjelse fick han dock betala bland annat med erkännande av valrätten till kronan.
I den strid, som nu började mellan Henrik och Rudolf hade denne sina viktigaste stöd i hertigdömet Sachsen, Hertigarna Welf I av Bayern och Berthold av Kärnten samt Otto av Nordheim, medan i allmänhet städerna, lågadeln och det lägre prästerskapet följde Henrik.
Trots flera vunna fältslag lyckades Rudolf inte vinna någon allmän anslutning. Utan resultat tog också påven Gregorius VII öppet parti för honom (1080). I ett slag vid den lilla floden Grune inte långt från Lützen, 15 oktober 1080, blev han dödligt sårad. I Merseburgs domkyrka, där Rudolf ligger begravd visas ännu den förtorkade hand, vars avhuggning enligt sägnen gav honom döden.
Han var i sitt andra äktenskap gift med Adelheid av Savojen, dotter till greve Otto av Savojen och Adelaide av Susa, markgrevinna av Turin, och syster till Henrik IV:s gemål Berta av Savojen.